# Ухов, Сергей Борисович
Сергей Борисович Ухов (1932—2004) — профессор, доктор технических наук, заслуженный деятель науки и техники РФ, почётный строитель Москвы.

## Биография
- 1955 — окончил с отличием военно-морской факультет Ленинградского инженерно-строительного института (ныне СПбГАСУ).
- 1958—1960 гг. — участник IV Антарктической экспедиции; занимался изучением снежного покрова, льда и фирна для прогнозирования движения ледяных масс Антарктиды и оценки проходимости гусеничного транспорта, а также подготовки взлётно-посадочных аэродромных полос.
- 1983—2000 гг. — заведующий кафедрой «Механики грунтов, оснований и фундаментов» МИСИ.

## Научная и общественная деятельность
Сергей Борисович Ухов — автор 150 опубликованных работ.

Он получил более 30 авторских свидетельств за разработку приборов и технологических схем для строительства.
Научный вклад С. Б. Ухова в механику грунтов, в первую очередь, включает в себя такое новое направление, как расчётно-экспериментальный метод определения характеристик механических свойств масштабно-неоднородных горных пород.
Им была создана научная школа по изучению процессов в массивах скальных пород с учетом их дискретного строения, масштабного эффекта, неоднородности и нелинейного поведения под нагрузками, сложных физико-математических процессов, протекающих в массивах пластично-мерзлых грунтов. В области механики мерзлых грунтов и инженерного мерзлотоведения сформулированы основные положения проектирования и строительства земляных плотин на вечномерзлых основаниях, разработан метод борьбы со смерзаемостью и морозным изучением грунтов, обосновано новое направление изучения свойств масштабно-неоднородных грунтов как композиционных материалов природного происхождения.
В области фундаментостроения С.Б. Уховым создано новое направление комплексного обследования, укрепления и усиления оснований и фундаментов зданий при их реконструкции и освоении подземного пространства городов.
Всю свою профессиональную и педагогическую деятельность С.Б.Ухов пропагандировал подход к расчетам фундаментов, подземных сооружений и других объектов с инженерных позиций.
На счету С.Б. Ухова инженерные разработки плотин:
- Кировской (Киргизия),
- Андижанской и Фархадской (Узбекистан),
- Ингурской (Грузия), Нахичеванской (Армения),
- Стрыйской (Украина),
- Вилюйской (Россия)
- и других;

Он обследовал и решал инженерные задачи при строительстве:
- комплекса на Манежной площади в Москве,
- Государственного Исторического музея,
- Московской Межбанковской валютной биржи,
- Храма Василия Блаженного на Красной площади,
- Храма Христа Спасителя,
- участков 3-й кольцевой дороги,
- делового центра Москва-Сити
- и других объектов.

Он давал консультации при обследовании соборов Троице-Сергиевой Лавры в Сергиевом Посаде, а также для множества зданий и сооружений как в Москве, так и в других городах России.

## Публикации
- Ухов, Сергей Борисович. Расчёт сооружений и оснований методом конечных элементов [Текст] : Учеб. пособие / М-во высш. и сред. спец. образования СССР. Моск. инж.-строит. ин-т им. В. В. Куйбышева. — Москва : [б. и.], 1973. — 118 с. : черт.; 20 см. // Конечных элементов метод // Строительные сооружения - Расчет на вычислительных машинах // Основания и фундаменты - Расчет на вычислительных машинах

## Память
Российское общество по механике грунтов, геотехнике и фундаментостроению (РОМГГиФ) в память о профессоре Сергее Борисовиче Ухове в 2007 г. учредило Диплом имени С. Б. Ухова «За оригинальное инженерное решение и научное обоснование проекта в практике устройства оснований, фундаментов и подземных сооружений».